# Tricimba similata
Tricimba similata är en tvåvingeart som beskrevs av Malloch 1927. Tricimba similata ingår i släktet Tricimba och familjen fritflugor. Inga underarter finns listade i Catalogue of Life.